# Теракт в Беэр-Шеве (2004)
31 августа 2004 года в Беэр-Шеве, с интервалом в 2 минуты, два террориста-смертника взорвали себя в двух общественных автобусах, где находилось множество пассажиров. 16 человек погибло и более 100 были ранены. Ответственность за нападение взял на себя ХАМАС.

## Предыстория
Предыдущий крупный теракт в Беэр-Шеве произошёл 19 октября 1998 года, когда террорист Салем Раджаб ас-Сарсур из Хеврона (ранее убивший раввина Шломо Раанана) бросил гранаты в людей на автобусной станции, в результате чего около 70 человек получили ранения.
Во время Второй интифады, в начале 2000-х годов, когда в Израиле происходило много терактов-самоподрывов, организованных палестинскими вооружёнными группировками, Беэр-Шеву они, как правило, обходили стороной.

## Теракт
В момента теракта общественные автобусы компании «Метродан Беэр-Шева» (маршруты 6 и 12) были заполнены гражданами Израиля и проезжали по главной улице Беэр-Шевы, бульвару Ицхака Рагера, недалеко от мэрии, где находилось много людей. В 14:50 первый террорист привёл в действие взрывное устройство, спрятанное у него под одеждой, в автобусе № 6, когда он проезжал людный перекрёток в центре города. Услышав этот взрыв, водитель автобуса № 12, находившегося примерно в 100 метрах от первого автобуса, свернул и открыл двери; около 10-15 человек вышли из автобуса и, благодаря этому, спаслись. Через две минуты, второй террорист, находившийся в автобусе №12, также взорвал себя. Сила взрыва, оторвавшего и покалечившего конечности многих жертв, затруднила опознание части тел. Младшим из погибших стал трёхлетний мальчик. Взрыв стал самым масштабным терактом 2004 года в Израиле по количеству жертв. Среди 16 погибших не менее 7 человек были русскоязычными. Один из погибших — 52-летний Виталий Бродский, гражданин России и Израиля.

## Организаторы и исполнители
После теракта ХАМАС распространил видеозапись с обоими террористами-смертниками, 22-летним Нассемом Джабари и 26-летним Ахмадом Кавасамехом, позирующими с автоматами на фоне плакатов. ХАМАС распространил в Хевроне листовки с заявлением, что теракт стал местью за ликвидацию Израилем лидеров группировки: Ахмеда Ясина и Абдель Азиза Рантиси.
Израиль также обвинил в соучастии Сирию в связи с укрывательством ей лидера ХАМАС Халеда Машаля.

## Реакции
Около 20 000 сторонников ХАМАС в секторе Газа вышли на улицы отпраздновать теракт.
Израильский министр иностранных дел Сильван Шалом обвинил Ясира Арафата в том, что он не предотвратил этот теракт, и в целом, вернувшись в Палестину, не принёс ничего, кроме «террора и зла».

## Последствия
Теракт шокировал израильское общество, особенно в связи с тем, что террористы-смертники смогли добраться от Хеврона до Беэр-Шевы, просто перейдя демаркационную линию. Зазвучали голоса в пользу необходимости герметичного разделительного барьера между Израилем и Западным берегом Иордана. Южная часть барьера была достроена только после этого теракта.
26 сентября 2004 года Изз эль-Дин аль-Шейх Халиль, один из лидеров военного крыла ХАМАС, погиб в сирийском Дамаске в результате взрыва машины; ХАМАС обвинил в этом Израиль.